# Torfbahn Solottschinskoje
| Torfbahn Solottschinskoje | Torfbahn Solottschinskoje |
| ------------------------- | ------------------------- |
| ТУ6А - № 2917             |                           |
|                           |                           |
| Streckenlänge:            | 3 km                      |
| Spurweite:                | 750 mm (Schmalspur)       |
| Streckengeschwindigkeit:  | 30 km/h                   |
|                           |                           |

Die Torfbahn Solottschinskoje (russisch Узкоколейная железная дорога Солотчинского торфопредприятия/Uskokoleinaja schelesnaja doroga Solottschinskowo torfopredprijatija) ist eine Feldbahn in der russischen Oblast Rjasan.

## Geschichte
Der erste Abschnitt der Schmalspurbahn wurde 2010 eröffnet, hat eine Spurweite von 750 mm, ist 3 km lang und verbindet das Dorf Priosjorny mit dem Torfmoorgebiet. Im Jahr 2010 wurde das Torfwerk «Piter-pit» (russisch ООО «Питэр Пит», GmbH) gebaut und in Betrieb genommen.

## Fahrzeuge
Diesellokomotiven
- ТУ6А – № 2917

Wagen
- Flachwagen
- Offener Güterwagen ТСВ6А für Torf

Bahndienstfahrzeuge
- Schneepflug
- Gleisbaukran ППР
- Fahrbares Kraftwerk ЭСУ2а – № 402, 1003

## Galerie

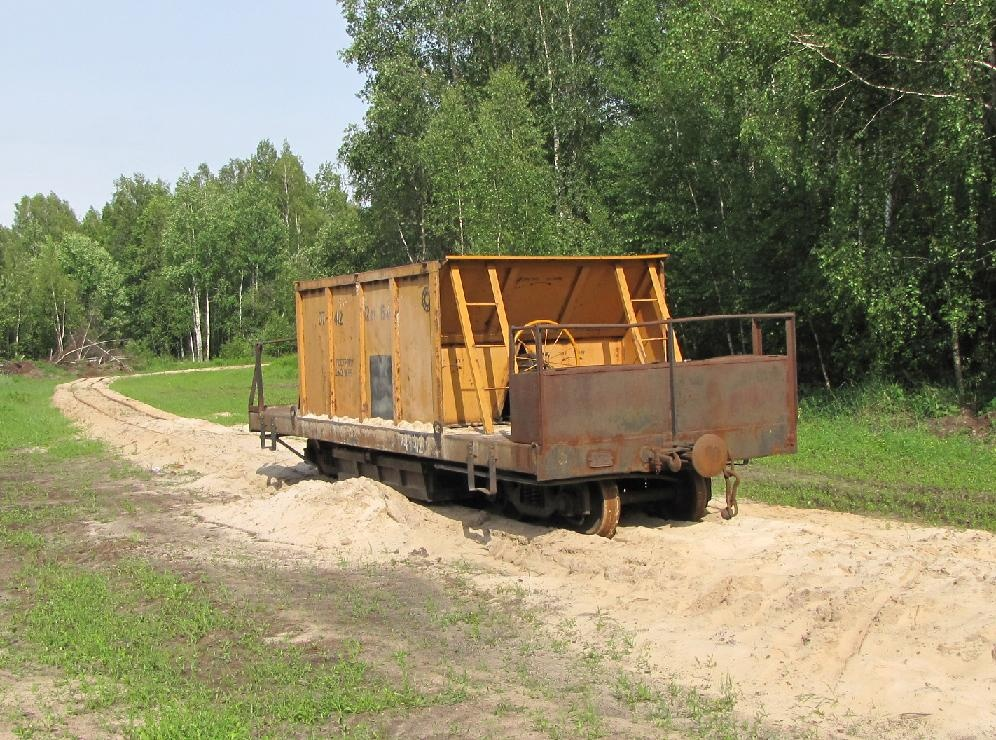
Offener Güterwagen
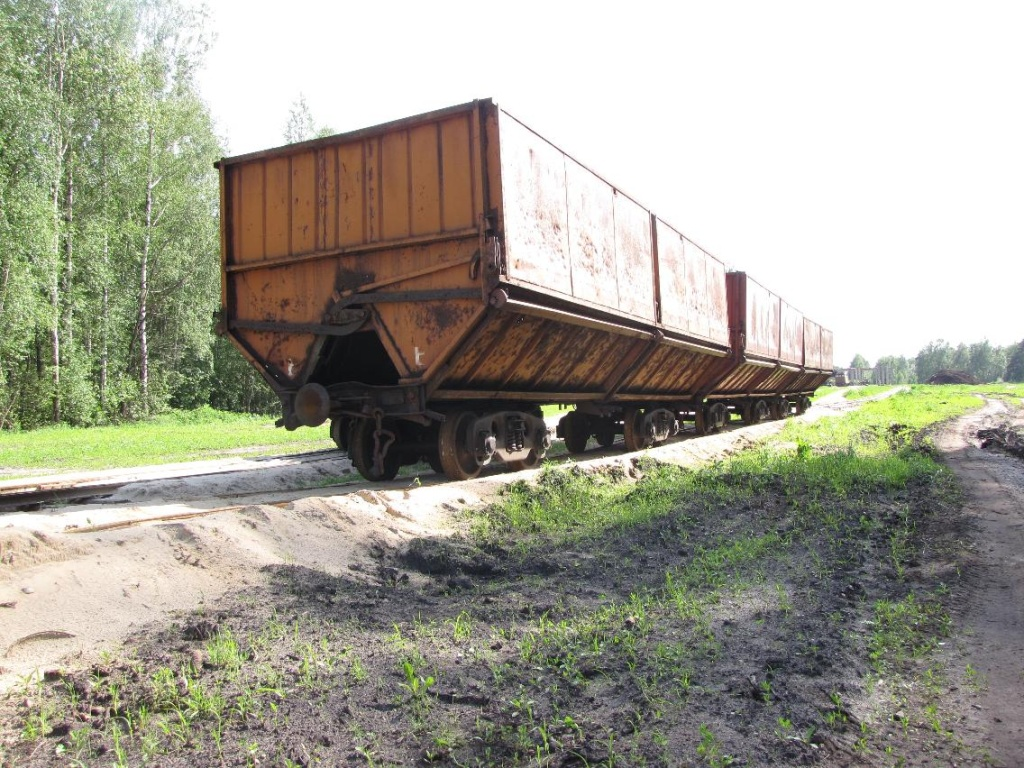
ТСВ6А für Torf
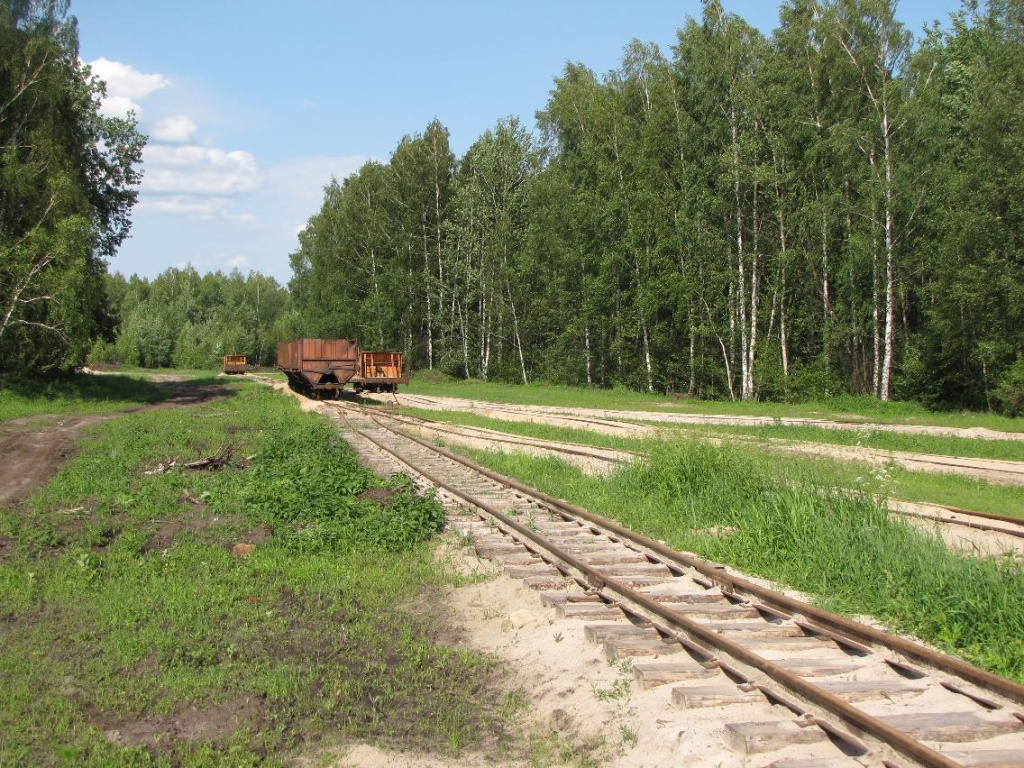
Feldbahn
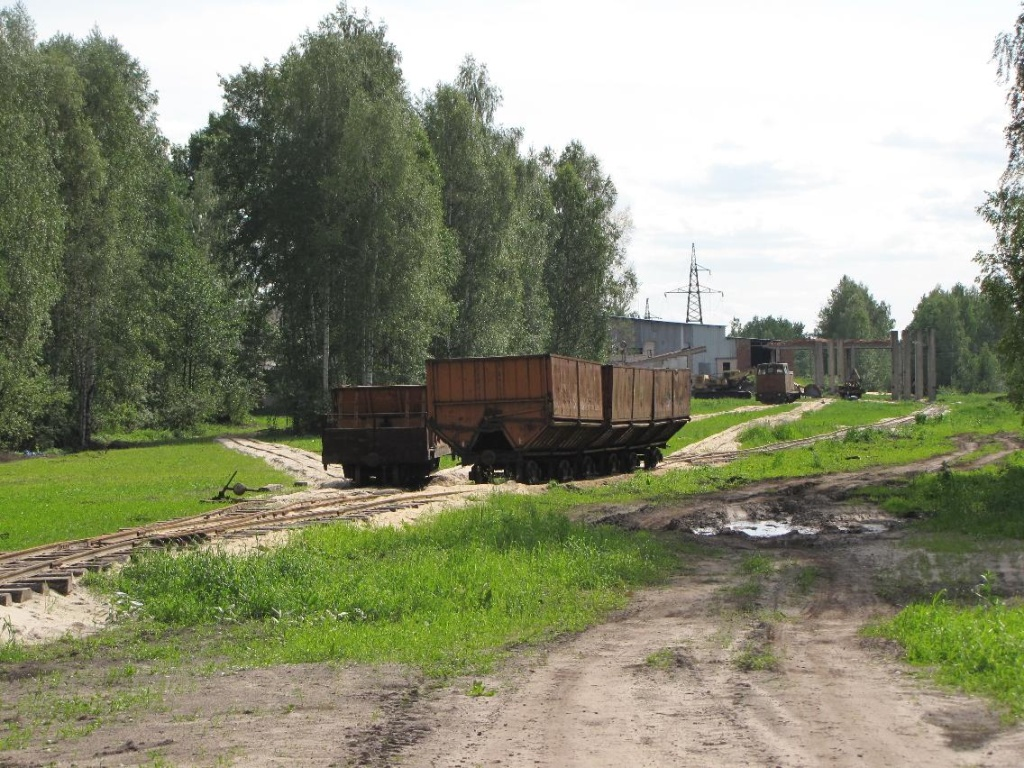
ТСВ6А für Torf
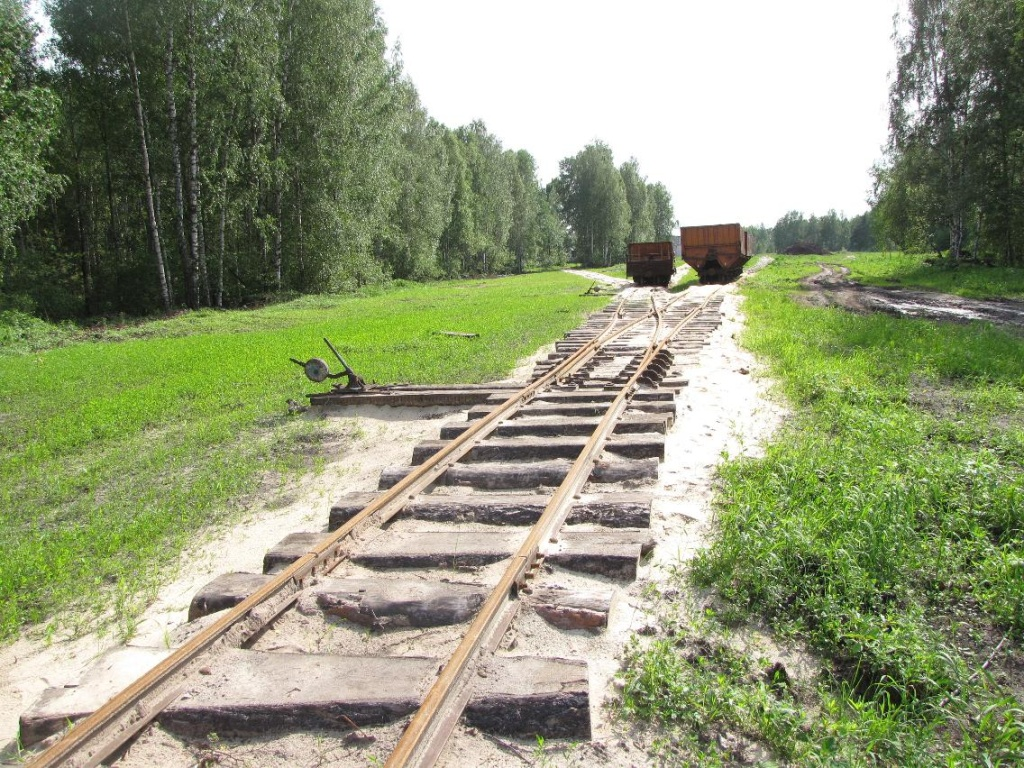
Eisenbahnweiche
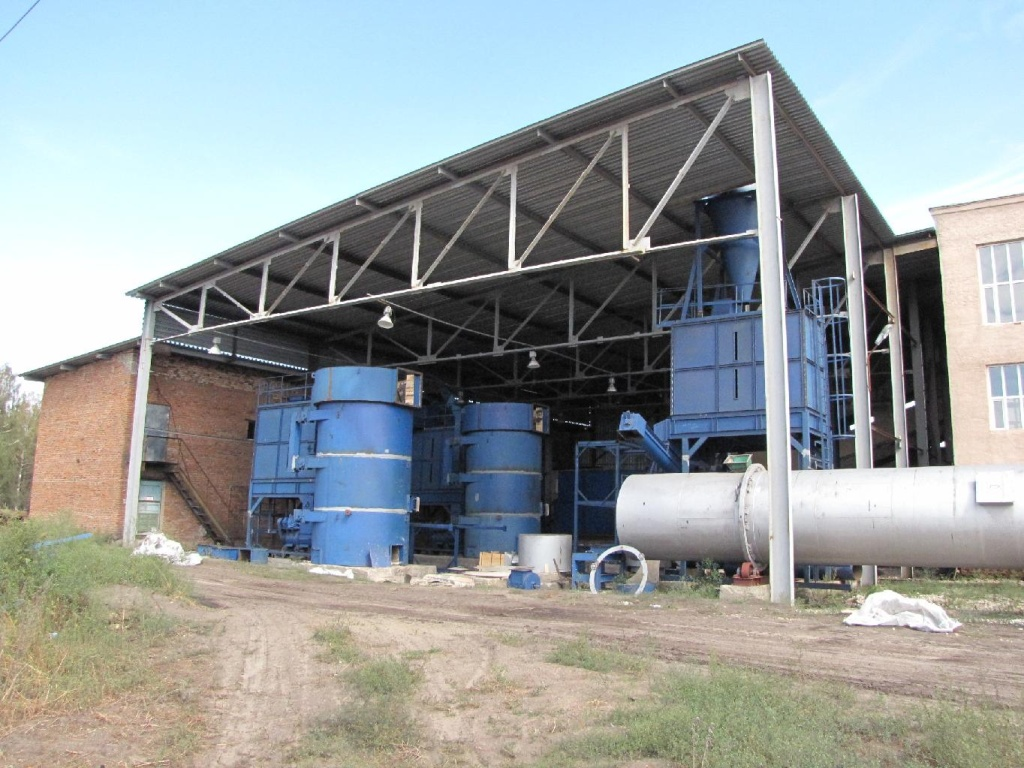
Torfwerk